# 歌尔股份
歌尔股份有限公司（原名歌尔声学股份有限公司）是一家中国声学元器件公司以及智能音箱代工企業，歌尔声学的客户有三星集团、蘋果公司、索尼和联想集团。

## 历史
该公司于2001年6月由姜滨和他的妻子共同创立于潍坊市。2008年5月在深圳证券交易所上市。根据某些观点，由於失去苹果的订单，2022年1月至2023年5月，歌尔股份总市值下跌近七成。2023年一季度净利润同比下降88.22%。